# Droupt-Sainte-Marie
 Droupt-Sainte-Marie  là một xã ở tỉnh Aube, thuộc vùng Grand Est ở phía bắc miền trung nước Pháp.